# Cayo Mario (cónsul 82 a. C.)
Cayo Mario el Joven (en latín: Gaius Marius Minor; c. 109 a. C.-Praeneste, noviembre 82 a. C.) fue un general y político romano que se convirtió en cónsul en 82 a. C. Hijo de Cayo Mario el Viejo, fue expulsado de Roma con este en el año 88 a. C. como consecuencia de la victoria de Sila en la guerra civil, por lo que regresó a su tierra natal al año siguiente. Unos años después de la muerte de su padre (86-83 a. C.), Cayo Mario permaneció en la sombra, pero cuando estalló otra guerra civil y las tropas de Sila volvieron a suponer una amenaza para Roma, se encontró a la cabeza del «partido» mariano.
Obtuvo el cargo de cónsul para el año 82 a. C., a pesar de ser demasiado joven y de su falta de experiencia como magistrado. Derrotado por Sila en Sacriporto, fue asediado en Praeneste, donde incluso fue capaz de organizar el terror contra una serie de miembros de la aristocracia romana que le eran hostiles. Los intentos de quitar el cerco tanto desde dentro como desde fuera acabaron en fracaso, por lo que, al darse cuenta de la inevitabilidad de la derrota, Cayo Mario se suicidó.

## Biografía

### Orígenes

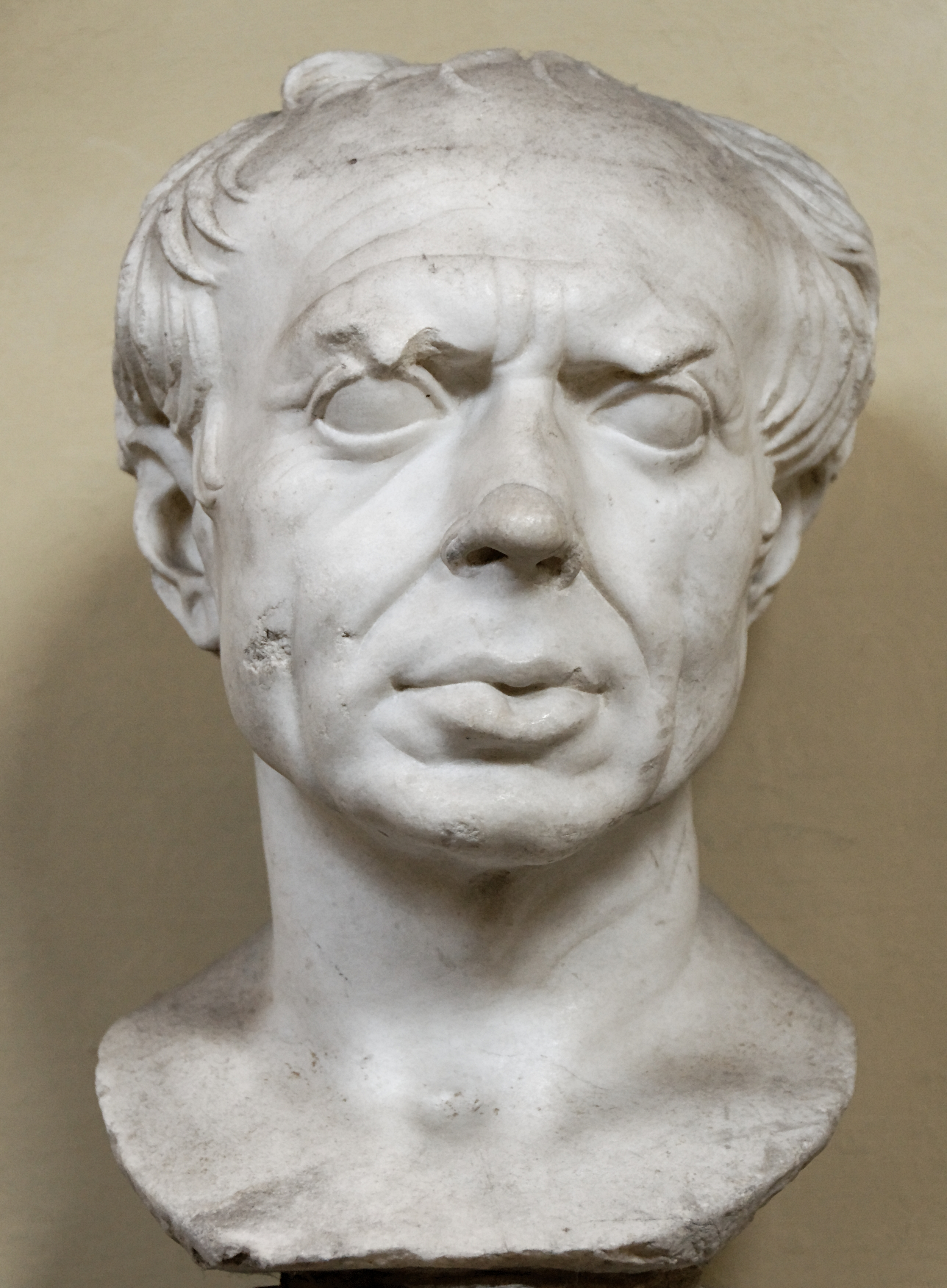
Busto de Cayo Mario el Viejo (Museo Chiaramonti).

Cayo Mario pertenecía a una humilde familia plebeya. Su padre, del mismo nombre, nació cerca de Arpino, en el sur del Lacio, y Plutarco incluso afirma que los padres de este se vieron obligados a ganarse la vida trabajando; según otras fuentes, los Marios pertenecían al orden ecuestre. En la historiografía moderna, se acepta generalmente que los Marios formaban parte de la aristocracia local no senatorial, al desempeñar un papel importante en la vida de su municipio. En cualquier caso, Cayo Mario padre era un «homo novus» para Roma. Gracias a sus méritos militares pudo atraer la atención de la plebe romana y empezar a ascender en el cursus honorum.
Julia, la madre de Cayo Mario hijo, era miembro de una antigua familia patricia, cuyos hombres no habían logrado ascender por encima de la pretura durante varios siglos. Según genealogías posteriores, los Julios se consideraban descendientes de la diosa Venus a través de Eneas, y por parte de su madre, Mario descendía del rey Anco Marcio.
Los tíos maternos de Cayo Mario hijo eran Cayo y, probablemente, Sexto Julio César, y, en consecuencia, el futuro dictador Cayo Julio César era su primo; estaba emparentado de forma más lejana con Lucio Julio César y Cayo Julio César Estrabón Vopisco. En la línea masculina, el primo de Cayo era Marco Mario Gratidiano.

### Primeros años
El nacimiento de Cayo Mario se ha datado historiográficamente en torno al año 109 a. C. Su padre, quien por entonces tenía casi cincuenta años, solo había conseguido llegar hasta la pretura, aunque en 107 a. C. alcanzó el consulado. A partir de entonces, gracias a la victoria sobre Jugurta, al riesgo de invasiones por parte de las tribus germánicas y a una crisis política interna, Cayo padre ejerció el cargo de cónsul durante cinco años consecutivos, de 104 a 100, poseyendo un poder único en los tiempos de la República. Después de 100, pasó a la sombra durante algún tiempo.
Todo lo que se sabe sobre la infancia de Cayo hijo es que estudió con Tito Pomponio Ático, Marco Tulio Cicerón y Lucio Manlio Torcuato, aunque el primero de estos fue el único que siguió siendo su amigo de toda la vida. Poco después de que Cayo alcanzara la mayoría de edad, hacia 92 a. C., su padre lo casó con Licinia, hija de uno de los oradores más importantes de la época e influyente político Lucio Licinio Craso. Por parte de su madre, Licinia era nieta de Quinto Mucio Escévola el Augur, quien por ese entonces aún vivía, y bisnieta de Cayo Lelio Sapiens.
Según la tradición romana, Cayo Mario comenzó su carrera en el servicio militar; así, cuando en 90 a. C. los itálicos se rebelaron contra Roma, y luchó contra ellos como parte del ejército de su padre, primero como legado y luego como procónsul; durante esta campaña se obtuvieron dos victorias sobre los marsos. Al año siguiente, ya sirvió a las órdenes del cónsul Lucio Porcio Catón, y esta vez las acciones militares tuvieron menos éxito, ya que en el lago Fucino los romanos fueron derrotados por los marsos, y Catón murió. Según Paulo Orosio, uno de los autores antiguos que contó la historia, el cónsul cayó a manos de Mario:

El cónsul Porcio Catón, tras llevar a cabo valientemente unas cuantas acciones con las tropas de Mario, se jactó diciendo que Cayo Mario no hizo cosas mayores; y por ello, mientras guerreaba contra los marsos junto al lago Fucino, fue asesinado por el hijo de Cayo Mario en el tumulto de la lucha, dando la impresión por ello de que se trató de un asesino desconocido.

Paulo Orosio. Historia contra los paganos, V, 18, 24

La historiografía especula que esto se trata de un relato ficticio tomado por Orosio de una fuente muy sesgada, posiblemente las memorias de Sila, enemigo declarado de ambos Marios.
En el año 88 a. C. la enemistad entre Mario padre y Sila alcanzó su punto álgido, debido a la pretensión de Mario de dirigir la guerra contra Mitrídates, ya encomendada a Sila. Mario, quien entonces tenía unos setenta años, aseguró a los romanos «ser su ánimo que su hijo a su presencia se ejercitase en la milicia», pero este argumento, según Plutarco, sonaba ridículo. Sin embargo, el tribuno de la plebe Publio Sulpicio consiguió que se aprobara un proyecto de ley que nombraba comandante a Mario; entonces Sila se sublevó y ocupó Roma. El Senado aprobó una ley que declaraba enemigos (hostes) a Mario, Sulpicio y otros nueve de sus partidarios y solamente el senador Quinto Mucio Escévola el Augur, abuelo de la esposa de Cayo hijo, protestó en contra.

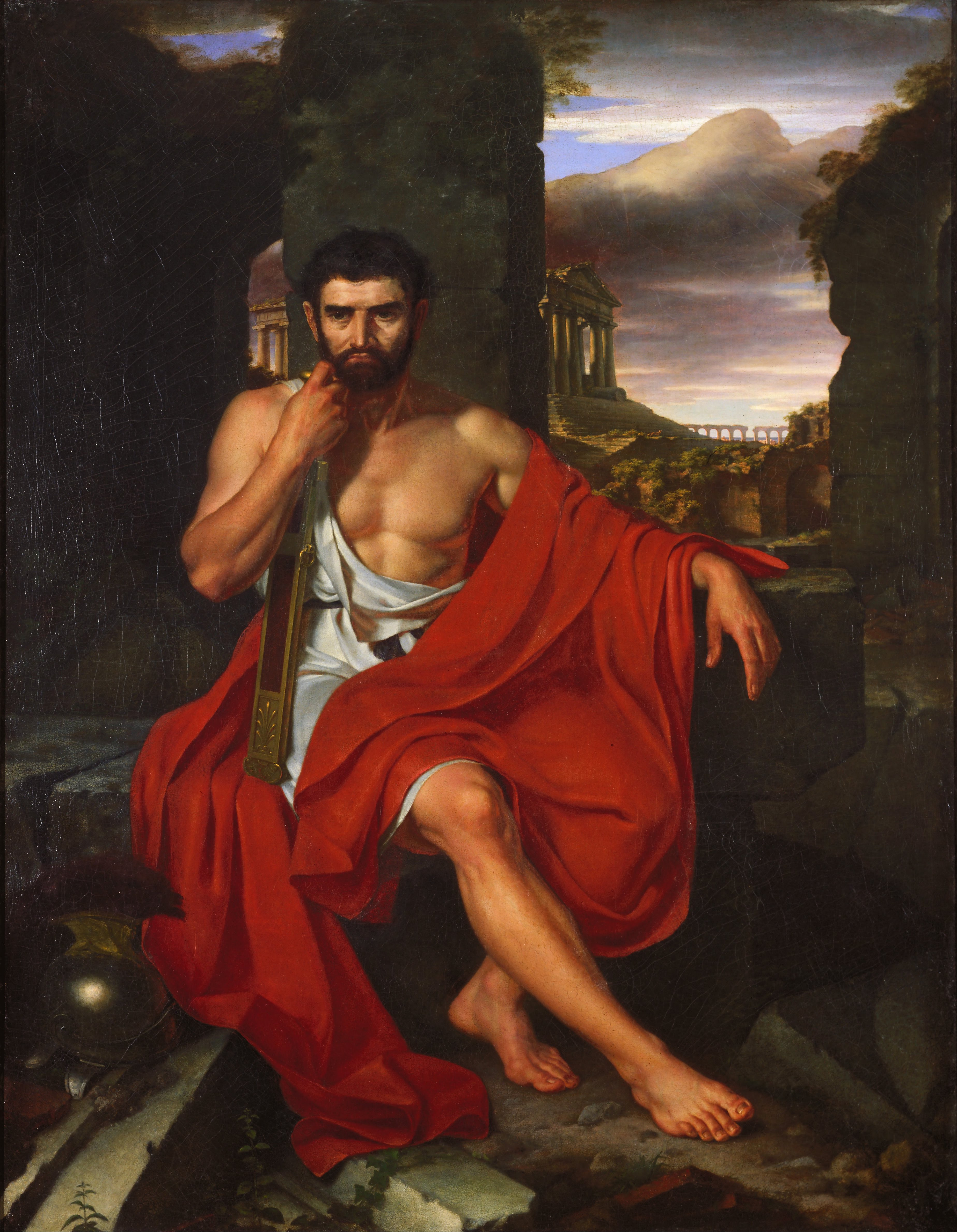
Cayo Mario padre en las ruinas de Cartago (cuadro de John Vanderlyn).

Mario huyó de Roma, se dirigió a Ostia y encargó a su hijo que buscara suministros para un viaje por mar. Cayo hijo comenzó a reunir provisiones de las posesiones de Escévola el Augur, pero entonces aparecieron jinetes silanos; Mario fue escondido en un carro de habas y llevado a la casa de su esposa en Roma. Aquí se abasteció de todo lo que necesitaba, financiado por Ático, llegó a la costa de noche y abordó un barco con destino a África. Cuando desembarcó en esa provincia se dirigió al rey de Numidia, Hiempsal II, quien le recibió con honores, pero se negó a dejarle marchar, «y desde luego podía discurrirse que no había un buen fin para esta detención». Sin embargo, una de las concubinas del rey se enamoró de él y le ayudó a escapar. Friedrich Münzer sugiere que Plutarco embelleció esta historia, debido a que autores como Orosio o Apiano la cuentan en términos más generales.
Tras huir del rey, Mario se reunió con su padre y pasó el invierno con él en los Querquenes, frente a la costa africana. Al año siguiente, cuando se reanudó la guerra civil en Italia, ambos Marios regresaron a casa y se unieron a otro de los enemigos de Sila, Lucio Cornelio Cinna. No se sabe nada de la participación de Cayo hijo en los acontecimientos de ese año, aunque Apiano menciona a «Cayo Mario Segundo» entre los senadores que desertaron a Cinna al principio del conflicto junto con Quinto Sertorio;aunque F. Münzer está seguro de que no pudo ser el hijo del hombre que ejerció seis consulados. Las tropas de la coalición antisilana ocuparon Roma y organizaron una masacre en la que fueron asesinados varios miembros de la alta aristocracia, entre ellos los familiares de Cayo hijo, Lucio Julio César y Cayo Julio César Estrabón Vopisco. El informe de una fuente, que asegura que el hijo de Mario mató a uno de los tribunos de la plebe por su mano, ha sido cuestionado en la historiografía.
Cayo padre murió en enero de 86 a. C., al comienzo de su séptimo consulado. A partir de entonces, comenzó el periodo de Cinna como único gobernante de Roma.

### Ascenso al poder

La guerra civil en Italia en 83-82 a. C.

Cayo Mario el Joven apareció nuevamente en las fuentes en relación con los acontecimientos de finales del año 83 a. C. Para entonces Sila ya había derrotado a Mitrídates, había desembarcado en Italia y había iniciado una nueva guerra civil. Ambos cónsules fueron totalmente derrotados, y entonces Mario fue elegido para el consulado del año siguiente con la intención de atraer a muchos veteranos de su padre al ejército. El colega de Mario era Cneo Papirio Carbón, quien ejercía así su tercer consulado. En ese momento, Cayo tenía 26 o 27 años y aún no había ejercido ninguna magistratura curul, por lo que su elección fue una violación de la ley; según el epitomador de Livio, consiguió el cargo «mediante el uso de la fuerza». A esta elección se opuso Quinto Sertorio, una figura prominente del partido mariano, quien tal vez contaba con el consulado. Ante sus críticas, Mario y Carbón enviaron a Sertorio a ser gobernador de la Hispania Citerior y como resultado perdieron al que quizás era su comandante militar más competente.
A principios de año, los cónsules se prepararon activamente para la próxima campaña y recurrieron a la confiscación de los objetos de valor de los templos para reunir una enorme cantidad de dinero, tanto que, al final de la guerra, quedaban catorce mil libras de oro y seis mil libras de plata en el tesoro de la República. El ejército pudo reponerse con los veteranos de Cayo Mario padre y los itálicos. Mario el Joven tuvo que luchar en el Lacio y la Campania contra el propio Sila, mientras que Carbón fue al norte de Italia, contra Metelo Pío y Cneo Pompeyo.

### Guerra contra Sila

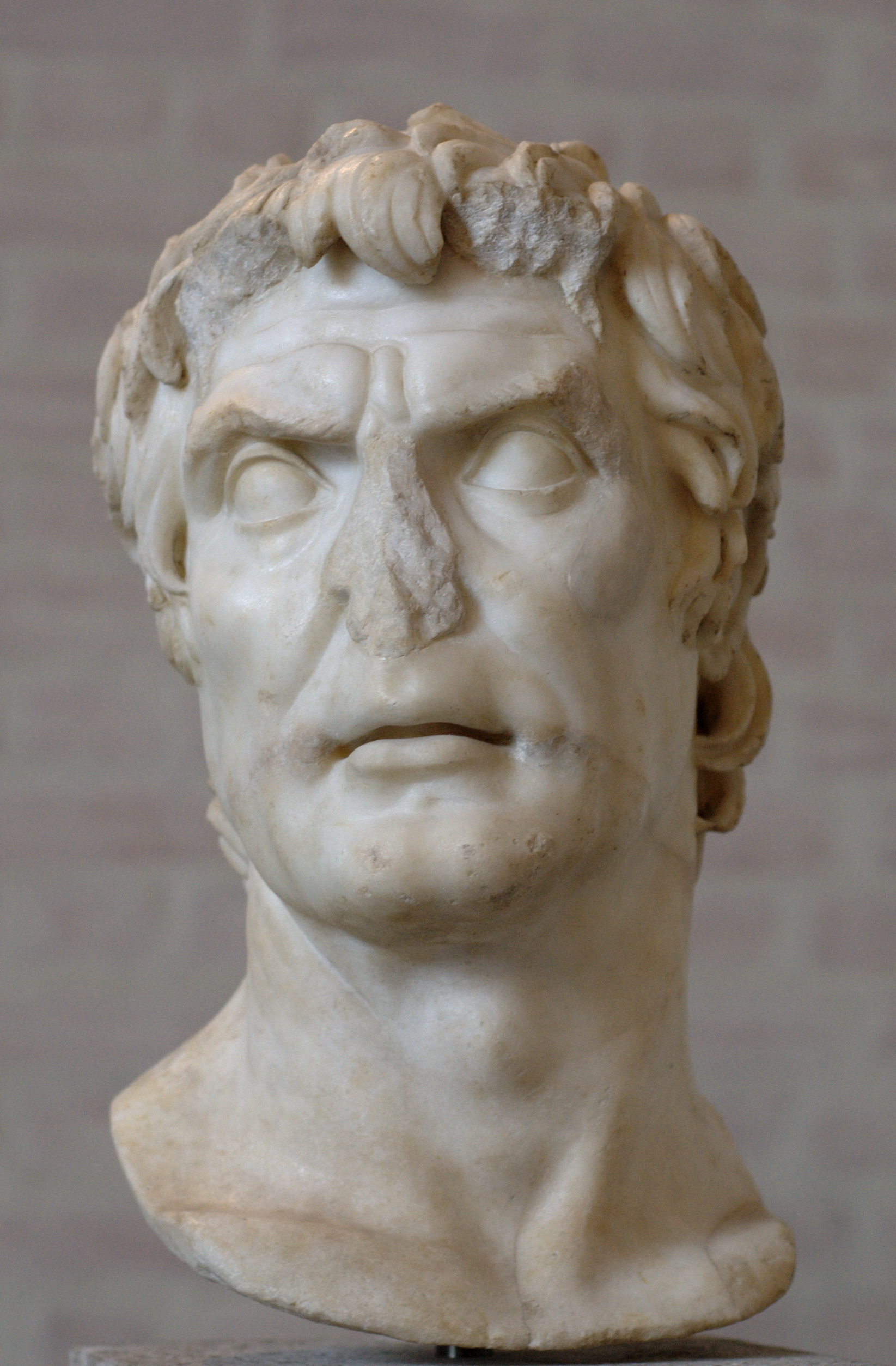
Busto de Sila.

Ya en marzo de 82 a. C. Sila se había trasladado de Campania a Roma, probablemente por la Vía Latina. Mario le bloqueó el paso en Sacriporto, y en consecuencia, se produjo una batalla que fue uno de los acontecimientos decisivos de la guerra. Según Apiano, Mario «luchó valientemente», pero su flanco izquierdo comenzó a retroceder y entonces cinco cohortes de infantería y dos turmas de caballería desertaron al enemigo. «Este fue el comienzo de un terrible desastre para Mario»: todo su ejército dio vuelta atrás y huyó hacia la ciudad más cercana, Praeneste. Los habitantes dieron cobijo a los que llegaron primero, pero cuando Sila les presionó, cerraron las puertas y tuvieron que rescatar a Mario mediante el uso de cuerdas. En consecuencia, Sila capturó a un gran número de prisioneros y mató a todos los samnitas que había entre ellos. Según Diodoro Sículo, quince mil soldados lograron refugiarse en Praeneste.
En el relato de Plutarco de esta batalla se conservan detalles adicionales, tomados de las memorias de Sila. Los soldados de este último, debido a la fatiga y a la fuerte lluvia, no querían luchar ese día, por lo que su comandante decidió posponer la batalla. Sin embargo, el propio Mario atacó a los silanos mientras estaban acampando. «Yendo el primero en su caballo, en la creencia de que los desbarataría hallándolos desordenados». Los soldados de Sila rechazaron el ataque y pusieron al enemigo en fuga.

Algunos dicen... que Mario ni siquiera tuvo la menor noticia de la batalla, sino que, habiéndose recostado en tierra bajo una sombra, a causa de sus muchas vigilias y fatigas, al tiempo de hacerse la señal del combate le cogió el sueño, y apenas despertó cuando todos habían dado a huir. Dícese que Sila no perdió en esta batalla más que veintitrés hombres, habiendo muerto a cuarenta mil de los enemigos y apresado vivos ochenta mil.

Plutarco. Sila, 28.

Esta derrota junto con el fracaso del lugarteniente de Carbón en Esino, marcó un punto de inflexión en la guerra. Sila continuó la campaña contra Roma y dejó en Preneste a su legado Quinto Lucrecio Ofela, quien recibió instrucciones de rodear la ciudad con fosos y fortificaciones y establecer un bloqueo completo. No obstante, Mario pudo transmitir a Roma una orden al pretor Lucio Junio Bruto Damasipo para que matara a varios miembros de la nobilitas, y en consecuencia, este convocó al Senado y, según Livio, mató a «todos los hombres pertenecientes a la nobleza que vivían en Roma». Otras fuentes sólo dan los nombres de cuatro hombres: Quinto Mucio Escévola, Cayo Papirio Carbón Arvina, Lucio Domicio Enobarbo y Publio Antistio, quienes fueron «asesinados... de la manera más cruel». Los cuerpos fueron arrastrados fuera del edificio de la curia con garfios y arrojados al Tíber. Según Valerio Máximo, sus cabezas se mezclaron con las de los animales sacrificados, y el cuerpo de Carbón Arvina fue clavado en una cruz y llevado por la ciudad.
Debido a que Escévola era pariente de la esposa de Mario y Carbón era primo de su colega, Ernst Badian sugirió que estos cuatro «difícilmente fueron víctimas de una mera arbitrariedad»: tal vez sí querían desertar a Sila, pero su complot salió a la luz. Existe la hipótesis de que Damasipo actuó de forma arbitraria, y la historia de la orden de Mario, transmitida desde la ciudad sitiada, es una leyenda surgida más tarde.
Tras ocupar Roma, Sila hizo que la asamblea popular declarara enemigos a Mario y a sus compañeros. En los meses siguientes, las principales hostilidades se desarrollaron en el norte. Cuando los defensores de Praeneste empezaron a sufrir la hambruna, Carbón hizo varios intentos de ayudar a su colega, en los que envió ocho legiones dirigidas por Cayo Marcio Censorino a la ciudad y dos legiones al mando de Bruto Damasipo, pero ambos ejércitos fueron derrotados. Setenta mil itálicos, liderados por Poncio Telesino, Marco Lamponio y Guta de Capua, quienes habían marchado en ayuda de Mario, se retiraron sin luchar cuando Sila ocupó los pasos de montaña en su camino. El propio Mario intentó romper el asedio, pero «tras muchos días y varios intentos» no consiguió nada y se retiró a la ciudad.
El momento crítico llegó en otoño. En octubre los itálicos hicieron otro intento de retirar el cerco de Praeneste, pero se encontraron atrapados entre los ejércitos de Sila y Pompeyo, por lo que cambiaron de dirección y se dirigieron por la Vía Salaria hacia Roma. Además, los restos del ejército de Carbón también estaban en camino. Esta campaña pudo haber sido un gesto de desesperación, debido a que en Roma el ejército itálico estaba separado de la posible ruta de escape, o una maniobra estratégica calculada para que Sila dejara las posiciones convenientes para la defensa en las montañas y se viera obligado a luchar en la llanura, donde un gran ejército de itálicos y marianos tenía oportunidad de ganar, y Mario podría finalmente romper el debilitado asedio de Praeneste.
En la batalla de la Puerta Collina, el combate decisivo, las tropas de la coalición antisilana se impusieron inicialmente, de modo que incluso aparecieron fugitivos en el campamento de Ofela con el mensaje de la derrota total. Sin embargo, al final Sila obtuvo una victoria que selló el destino de Mario. Las tropas silanas llevaron las cabezas cortadas de Poncio Telesino, Censorino, Bruto Damasipo y Cayo Carrinas a los alrededores de Praeneste con la intención de mostrar a los asediados la inutilidad de seguir resistiendo.
Los habitantes y defensores de la ciudad, al ver que casi todos los líderes marianos estaban muertos y no se podía esperar más ayuda, decidieron rendir Praeneste. Cayo Mario se escondió en las catacumbas y aquí pidió a sus compañeros que lo matasen, aunque otras fuentes cuentan que fue estrangulado por un hermano de Poncio Telesino, o bien, Mario, sólo herido por este último, ordenó a su esclavo que lo rematase. También hay versiones de que Mario se suicidó con su propia mano o que fue ejecutado por los silanos que custodiaban las salidas de las catacumbas. En cualquier caso, las tropas enviaron su cabeza cortada a Sila, quien la enseñó frente a los rostra en el Foro, «se burló de la juventud del cónsul» y citó Los caballeros de Aristófanes:

Primero convertirte en remero, antes de intentar dirigir el timón.

Apiano. Historia romana, XIII, 94.

Sin embargo, no fue hasta después de su muerte que Sila se dio a sí mismo el sobrenombre de Afortunado (Felix), lo que puede mostrar que consideraba a Mario como un oponente peligroso, a pesar de su edad.

## Familia
El matrimonio de Mario con Licinia no tuvo hijos. Sin embargo, un tal Amacio en el año 44 a. C. se hizo pasar por su hijo o, según Livio, su hermano. Plutarco cuenta que un tal Mucio era yerno de Cayo Mario padre. Es posible que se trate de Quinto Mucio Escévola el Augur, lo que confirmaría el matrimonio entre Mario el Joven y Mucia Tercia. Sin embargo, la historiografía sugiere que este matrimonio, debido a los eventos que se produjeron en esos años, nunca se realizó.

## Características de la personalidad
La representación de Mario el Joven en las fuentes existentes se vio influenciada de forma decisiva por las memorias de Sila, en las que el autor trató de vilipendiar a sus enemigos. Así, Veleyo Patérculo escribe que bajo el mandato de Mario «para que no faltara nada a las calamidades del Estado, en Roma, ciudad en la que ya había habido rivalidad en las virtudes, había ahora rivalidad en los crímenes, y aquel hombre se consideraba ahora el mejor ciudadano cuando antes había sido el peor». Plutarco llama a Mario «un déspota joven y poderoso» y escribe sobre la «crueldad y aspereza» con la que «dio muerte a muchos de los mejores y más distinguidos ciudadanos»; Pseudo-Aurelio Víctor afirma que Mario, quien «imitaba la rudeza de su padre», «asedió la curia con las armas en la mano».
Por otra parte, el mismo Plutarco escribe que Mario fue al principio «considerado valiente y arriesgado y fue llamado hijo de Marte» y sólo después «vituperado por sus obras fue llamado hijo de Venus». Veleyo Patérculo tiene la descripción más favorable de Mario: «mostraba el espíritu de su padre, aunque no estaba destinado a alcanzar sus años, que mostró una gran fortaleza en las numerosas empresas que emprendió, y nunca desmintió el nombre».

## En la ficción
Cayo Mario el Joven es uno de los protagonistas de las novelas de Colleen McCullough La corona de hierba y Favoritos de la fortuna, que describen su vida bajo el mando de su padre hasta su muerte en la guerra civil contra los silanos.